# Teateråret 2023

## Årets uppsättningar

### Mars
- 17 mars - Socialdemokraterna - The Musical har premiär på Stockholms stadsteater.
- 29 april - A Midsummer Night´s Dream har premiär på Kungliga Operan.

### September
- 10 september - Musikalen Änglagård har premiär på Oscarsteatern i Stockholm.[1]
- 29 september - Musikteatern Tidens larm, baserad på Julian Barnes roman, har premiär på Folkoperan.

### Oktober
- 19 oktober - De antika pjäserna Perserna och Trojanskorna har nypremiär som dubbelföreställning på Dramaten.